# Steve Hytner
Steve Hytner (New York, 28 settembre 1959) è un attore statunitense.

## Biografia
Nato a Brooklyn e cresciuto a Long Island. Nel 1979, è entrato a far parte della compagnia del Lexington Conservatory Theatre di Lexington, a New York, lavorando come assistente tecnico. Poco dopo è apparso sul palco in un'esibizione interna di The Wager di Mark Medoff. La sua prima apparizione professionale sul palco è avvenuta un anno dopo, in The Tavern di George M. Cohan, la produzione d'esordio del Capital Repertory Theatre.
Ha avuto ruoli ricorrenti nelle serie The 100 Lives of Black Jack Savage, Hardball, Working e Roswell. È comparso anche in CSI - Scena del crimine, Friends, Due uomini e mezzo, Dharma & Greg, X-Files, Lois & Clark - Le nuove avventure di Superman, Raven, George Lopez, The Bill Engvall Show, The Jeff Foxworthy Show e Mike & Molly.
Ha recitato in veri prodotti di Disney Channel cone Zack e Cody al Grand Hotel, Buona fortuna Charlie e Sonny tra le stelle. Veste i panni di un istruttore di workshop motivazionale nella serie Hung - Ragazzo squillo. 
È apparso anche sul grande schermo in film come Nel centro del mirino, Piovuta dal cielo e EuroTrip.
Nel 2006 appare nella commedia Bachelor Party Vegas e nel 2009 riprende il ruolo di Kenny Bania nella serie Curb Your Enthusiasm.

## Filmografia parziale

### Cinema
- Bella, bionda... e dice sempre sì (The Marrying Man), regia di Jerry Rees (1991)
- Nel centro del mirino (In the Line of Fire), regia di Wolfgang Petersen (1993)
- L'Uomo Ombra (The Shadow), regia di Russell Mulcahy (1994)
- L'ultima profezia (The Prophecy), regia di Gregory Widen (1995)
- Face/Off - Due facce di un assassino (Face/Off), regia di John Woo (1997)
- Piovuta dal cielo (Forces of Nature), regia di Brownwen Hughes (1999)
- Love Stinks, regia di Jeff Franklin (1999)
- Charlie's Angels - Più che mai (Charlie's Angels: Full Throttle), regia di McG (2003)
- La casa dei fantasmi (The Haunted Mansion), regia di Rob Minkoff (2003)
- EuroTrip, regia di Jeff Schaffer (2004)

### Televisione
- Il commissario Scali (The Commish) – serie TV, un episodio (1993)
- X-Files – serie TV, un episodio (1993)
- Seinfeld – serie TV, 6 episodi (1994-1998)
- CSI - Scena del crimine (CSI: Crime Scene Investigation) – serie TV, un episodio (2002)
- Zack e Cody al Grand Hotel (The Suite Life of Zack and Cody) – serie TV, un episodio (2006)
- Raven (That's So Raven) – serie TV, 2 episodi (2006-2007)
- Curb Your Enthusiasm – serie TV, un episodio (2009)
- Buona fortuna Charlie (Good Luck Charlie) – serie TV, un episodio (2011)

## Doppiatori italiani
Nelle versioni in italiano delle opere in cui ha recitato, Steve Hytner è stato doppiato da:
- Oliviero Dinelli in Piovuta dal cielo, EuroTrip, Sonny tra le stelle
- Gerolamo Alchieri in Face/Off - Due facce di un assassino, Zack e Cody al Grand Hotel
- Teo Bellia in Bella, bionda... e dice sempre sì
- Guido Cerniglia in X-Files
- Nino Prester in Nel centro del mirino
- Simone Mori in Seinfeld
- Emilio Cappuccio in Roswell
- Antonio Sanna in CSI - Scena del crimine
- Roberto Certomà in CSI: NY
- Stefano Santerini in Due uomini e mezzo (ep. 7x06)
- Luigi Scribani in Due uomini e mezzo (ep. 8x05)
- Luca Dal Fabbro in iZombie